# Episodi di Heartland (decima stagione)
La decima stagione di Heartland è andata in onda sul canale canadese CBC dal 2 ottobre 2016 al 26 marzo 2017. 
In Italia la stagione è stata  trasmessa in prima visione assoluta su Rai 2 dal 17 giugno al 19 agosto 2018.
| nº | Titolo originale       | Titolo italiano                    | Prima TV Canada  | Prima TV Italia |
| -- | ---------------------- | ---------------------------------- | ---------------- | --------------- |
| 1  | There Will Be Changes  | Nuove vite                         | 2 ottobre 2016   | 17 giugno 2018  |
| 2  | You Just Know          | Lo sai e basta                     | 9 ottobre 2016   | 24 giugno 2018  |
| 3  | New Kid in Town        | Il nuovo arrivato                  | 16 ottobre 2016  | 24 giugno 2018  |
| 4  | New Horizons           | Nuovi orizzonti                    | 23 ottobre 2016  | 1º luglio 2018  |
| 5  | Something To Prove     | Qualcosa da dimostrare             | 30 ottobre 2016  | 1º luglio 2018  |
| 6  | The Green-Eyed Monster | Il mostro dagli occhi verdi        | 6 novembre 2016  | 8 luglio 2018   |
| 7  | Riding Shotgun         | Veccgi ricordi                     | 13 novembre 2016 | 8 luglio 2018   |
| 8  | Here and Now           | Qui e adesso                       | 20 novembre 2016 | 15 luglio 2018  |
| 9  | A Horse With No Rider  | Insieme e separati (prima parte)   | 4 dicembre 2016  | 15 luglio 2018  |
| 10 | Together and Apart     | Insieme e separati (seconda parte) | 15 gennaio 2017  | 22 luglio 2018  |
| 11 | Change of Course       | Cambio di programma                | 22 gennaio 2017  | 22 luglio 2018  |
| 12 | Sound of Silence       | Il suono del silenzio              | 5 febbraio 2017  | 29 luglio 2018  |
| 13 | Home Sweet Home        | Casa dolce casa                    | 12 febbraio 2017 | 29 luglio 2018  |
| 14 | Written in the Stars   | Scritto nelle stelle               | 19 febbraio 2017 | 5 agosto 2018   |
| 15 | Forest for the Trees   | L'insieme delle cose               | 5 marzo 2017     | 5 agosto 2018   |
| 16 | A Long Shot            | Una scommessa azzardata            | 12 marzo 2017    | 12 agosto 2018  |
| 17 | Dreamer                | Il sognatore                       | 19 marzo 2017    | 12 agosto 2018  |
| 18 | Greater Expectations   | Grandi aspettative                 | 26 marzo 2017    | 19 agosto 2018  |